# Clarry Bartha
Clarry Bartha (* 1956 in Västerås) ist eine schwedisch-ungarische Opernsängerin (Sopran).

## Leben
Clarry Bartha wurde 1956 im schwedischen Västeras als Tochter schwedisch-ungarischer Eltern geboren und zog im Alter von 16 Jahren nach Rom, um am Conservatorio Santa Cecilia bei Maria Teresia Pediconi zu studieren. Ihr Meisterklassendiplom erhielt sie bei Giorgio Favaretto an der Accademia Nazionale di Santa Cecilia. Bartha führte ihr Studium bei Vera Rosza in London weiter. Sie war erste Preisträgerin bei den Internationalen Gesangswettbewerben Beniamino Gigli und Vincenzo Bellini in Italien.
Ihr Debüt gab sie am Schlosstheater Drottningholm in der Rolle der Donna Anna in Mozarts Don Giovanni.
Von 1987 bis 1994 war sie Ensemblemitglied der Oper Frankfurt und wurde zudem an die renommiertesten Opernhäuser und Festivals der Welt eingeladen, darunter das Theatre Royal de la Monnaie / Bruxelles, Palais Garnier/Paris, La Scala di Milano, Opera Bastille/Paris, Teatro dell’Opera/Rome, Covent Garden London, Welsh National Opera/Cardiff und weitere Opernhäuser wie Göteborg, Bern, Basel, Zürich, Jerusalem, Tel Aviv, Belgrad, Palermo, Florenz, Marseille, Montpellier, Nancy, Catania, Stockholm, Bologna, Genoa, Linz, Innsbruck, Berlin, Leipzig, Nürnberg und Düsseldorf.
Ihr Repertoire umfasste Oper, Oratorien, große Symphonische Werke wie auch Kammermusik.
In Zusammenarbeit mit den wichtigen europäischen Orchestern entstanden Aufnahmen und Filme, darunter Les Danaides (Salieri, EMI), Guenter von Schwarzburg (Holzbauer, Naxos), Tchaikovsky’s Women (ein Film von Christopher Nupen - Dir. Vladimir Ashkenazy), RAI Italia, BBC, Radio France, Sveriges Radio, HR, BR, NDR und WDR.
Zu den Dirigenten, mit denen sie zusammenarbeitete, zählen unter anderem Gary Bertini, Armin Jordan, Gianluigi Gelmetti, Giuseppe Sinopoli, Mark Wigglesworth, Wolfgang Sawallisch, Neeme Järvi, Paavo Järvi, Oleg Caetani, Manfred Honeck, Gerd Albrecht, Antonio Pappano, János Fürst, Jésus López Cobos, Imre Palló, Arnold Östman, Michael Boder, Jiri Kout und Fabrizio Ventura.
Des Weiteren arbeitete sie mit Regisseuren wie Göran Järvefelt, Rudolf Noelte, Graham Vick, David Alden, Nicolas Brieger, Stein Winge, Liliana Cavani, Nikolaus Lehnhof, Brigitte Fassbaender, Willy Decker, Herbert Wernicke, Robert Wilson, Bruno Klimek, Ruth Berghaus, Christopher Nel und Peter Konwitschny.
Ab 2011 verlagerte sich der Fokus von ihrem Leben auf zu einer Karriere hinter der Bühne. Nach dem Tod ihres Ehemanns Prof. Reiner Schmidt übernahm sie den Vorsitz des gemeinsam gegründeten Förderkreises Bronnbacher Klassik und hatte die Künstlerische Leitung für die Musikreihen Bronnbacher Musikfrühling und Meister von Morgen im Kloster Bronnbach inne.
Eine Herzensangelegenheit ist ihr die Unterstützung und Förderung junger Musiker. 2016 übernahm sie die künstlerische Leitung für den Klassik-Operngesangswettbewerb DEBUT für junge Opernsängerinnen und Opernsänger. In der Spielzeit 2020/21 war sie als Casting Director des berühmten Puccini Festivals in Torre del Lago und Chef-Koordinatorin der Festival-eigenen Opernakademie Accademia Pucciniana tätig. Zudem gibt sie regelmäßig Meisterkurse und Workshops in Deutschland, Italien, Australien und Neuseeland.
Für ihr kulturelles und gesellschaftliches Engagement wurde sie 2016 als erste Frau mit dem Kulturpreis des Main-Tauber-Kreises ausgezeichnet und erhielt im selben Jahr die Gottlob-Frick-Medaille für ihr Lebenswerk als Opernsängerin und Förderin des Sänger-Nachwuchses.
Im Sommer 2022 gab sie nach 10-jähriger Bühnenpause ihr Comeback bei den Bregenzer Festspielen in einer Produktion von Umberto Giordanos „Siberia“ in der Rolle der „La Fanciulla / Die alte Frau“. In der vergangenen Spielzeit hatte sie Engagements an der Oper Frankfurt in einer Wiederaufnahme von „Der ferne Klang“ von Franz Schreker und eine Neuauflage der Bregenzer Produktion von Siberia an der Oper Bonn. 
Clarry Bartha ist Mutter zweier Kinder und lebt in Boxberg (Baden). Ihr Sohn ist der Cellist Florian Schmidt-Bartha.

## Rollen (Auswahl)
- Fiordiligi – Così fan tutte (Wolfgang Amadeus Mozart)
- Gräfin Almaviva – Le nozze di Figaro (Wolfgang Amadeus Mozart)
- Erste Dame – Die Zauberflöte (Wolfgang Amadeus Mozart)
- Donna Anna – Don Giovanni (Wolfgang Amadeus Mozart)
- Arminda – La Finta Giardiniera (Wolfgang Amadeus Mozart)
- Iphigenie – Iphigenie en Tauride (Willibald Gluck)
- Iphigenie – Iphigenie en Aulide (Willibald Gluck)
- Elsa von Brabant – Lohengrin (Richard Wagner)
- Desdemona – Otello (Giuseppe Verdi)
- Amelia – Simone Boccanegra (Giuseppe Verdi)
- Manon – Manon Lescaut (Giacomo Puccini)
- Musetta – La Boheme (Giacomo Puccini)
- Mimi – La Boheme (Giacomo Puccini)
- Suor Angelica – Suor Angelica (Giacomo Puccini)
- Marguerite – Mefistofele (Arrigo Boito)
- Rusalka – Rusalka (Antonín Dvořák)
- Tatjana – Eugen Onegin (Pjotr Iljitsch Tschaikowski)
- Lisa – Dame du Pique (Pjotr Iljitsch Tschaikowski)
- Antonia – Hoffmanns Erzählungen (Jacques Offenbach)
- Katja – Katja Kabanova (Leoš Janáček)
- Kabanicha – Katja Kabanova (Leoš Janáček)
- Küsterin – Jenufa (Leoš Janáček)
- Katarina – Lady Macbeth von Mzensk (D. Shostakovich)
- Elisabeth – Tannhäuser (Richard Wagner)
- Isolde -Tristan und Isolde (Richard Wagner)
- Färberin – Die Frau ohne Schatten
- Chrysothemis – Elektra (Richard Strauss)
- Gräfin Madeleine – Capriccio (Richard Strauss)
- Marschallin – Rosenkavalier (Richard Strauss)
- Salome – Salome (Richard Strauss)
- Adelaide – Arabella (Richard Strauss)